# Attambelos VII.
Attambelos VII.  war etwa von 113/114 bis 116/117 König der Charakene, einem Vasallenstaat der Parther.
Attambelos VII. ist von einigen wenigen Bronzemünzen bekannt, die 113/4 n. Chr. einsetzen. Im Jahr 114 begann Kaiser Trajan seinen Partherfeldzug. Im Jahr 115 oder 116 konnten er die Hauptstadt Ktesiphon einnehmen und der Kaiser zog daraufhin mit einer Flotte von 50 Schiffen auch an den Persischen Golf. Nach Cassius Dio unterwarf sich der dortige Herrscher Attambelos (VII.) kampflos dem Kaiser.
Mesopotamien wurde nicht lange von den Römern gehalten und wohl schon kurz nach dem Tod von Trajan aufgegeben. Das Schicksal der Charakene und von Attambelos VII. in dieser Zeit ist unbekannt. Der nächste König dieses Reiches ist erst für 131 n. Chr. mit Meredates bezeugt. Vermutlich gab es in der Zwischenzeit keinen Herrscher und das kleine Reich wurde von den Parthern direkt regiert.